# Eich, Luxemburg
Eich är en stadsdel i staden Luxemburg. Eich ligger 245 meter över havet och antalet invånare är 2 450.